# Miss Adventure (film, 1919)
Pour les articles homonymes, voir Miss Adventure.
Pour plus de détails, voir Fiche technique et Distribution.
Miss Adventure est un film muet américain réalisé par Lynn Reynolds, sorti en 1919.

## Fiche technique
- Titre : Miss Adventure
- Réalisation : Lynn Reynolds
- Scénario : Joseph Anthony Roach
- Photographie : Devereaux Jennings
- Producteur : William Fox
- Société de production :  Fox Film Corporation
- Société de distribution :  Fox Film Corporation
- Pays d'origine :  États-Unis
- Langue : film muet avec les intertitres en anglais
- Métrage : 1 500 m (5 bobines)
- Format : Noir et blanc — 35 mm — 1,33:1 — Muet
- Genre : Film d'aventure
- Durée : 50 minutes
- Dates de sortie : 
  - États-Unis : 4 mai 1919
  - France : 9 avril 1920

## Distribution
- Peggy Hyland (en) : Jane
- Gertrude Messinger (en) : Jane enfant
- Edmund Burns : Richard Hamilton
- Lewis Sargent : Dickie Hamilton
- Frank Brownlee : Bog Nichols
- George Hernandez : Capitaine Barth
- George Webb : Albert Barth
- Alice Maison : Shirley Rockwell